# Неллі М. Пейн
Неллі М. Пейн (англ. Nellie M. Payne,11 грудня 1900 - 19 липня 1990 рр.) - американська вчена з ентомології та сільськогосподарської хімії. Її дослідження щодо реакцій комах на низьку температуру мали практичне застосування в сільському господарстві та навколишньому середовищі.

## Біографія
Емілі Марія де Коттрелл Пейн народилася в 1900 році в Шейєн-Уеллсі, штат Колорадо, донькою Джеймса Е. Пейна-старшого і Мері Еммелін Коттрелл Пейн. Її батько був наглядачем сільськогосподарської станції.
Отримала ступінь бакалавра (1920) та магістра (1921) в галузі сільськогосподарської хімії та ентомології у Державному сільськогосподарському коледжі Канзасу та доктора наук у 1925 р. з університету Міннесоти, за рекомендацією Королівської Н. Чапман з відділу ентомології та економічної зоології. Її дисертація стосувалася впливу низьких температур на комах.
Під час аспірантури Неллі М. Пейн коротко викладала у коледжі Лінденвуд у Міссурі. Будучи молодим науковцем, вона кілька років працювала редактором та співробітником «Біологічних рефератів».
З 1933 по 1937 рік Пейн викладав ентомологію в Міннесотському університеті, проводячи літо в якості дослідника в морській біологічній лабораторії Вудс-Хоул. Її дослідження в Woods Hole стосувалися впливу низьких температур на безхребетних та фізіологічного впливу паразитоїдів на їх господарів.
У 1942 році вона поділилася патентом на інсектицид з колегою-дослідником Вальтером Еріксом. Вона отримала патент на інший інсектицид у 1949 році як єдиний винахідник. У 1957 році вона прийняла посаду у Вельсікольській хімічній корпорації і залишилася з ними до виходу на пенсію в 1971 році.
У 1921 році Пейн була обрана членом Американської асоціації просування науки, а в 1940 р. Була стипендіатом Ентомологічного товариства Америки. Вона також була активним членом Нью-Йоркської академії наук, була членом Національної наукової ради з зоології в США. Пенсильванія (1925–27), член Американського хімічного товариства та Американського товариства зоологів.
Проводила деякі насіннєві роботи щодо холодостійкості комах, у тому числі щодо водних комах, та численних шкідників лісових комах, є фундаментом для пізніших досліджень.
Неллі М. Пейн померла вдома в Чикаго в 1990 році, у віці 89 років.